# Каттар, Кэлвин
Кэлвин Каттар (англ. Calvin Kattar; род. 26 марта 1988, Метьюэн, Массачусетс) — американский боец смешанного стиля, представитель полулёгкой весовой категории. Выступает на профессиональном уровне с 2007 года, известен по участию в турнирах бойцовской организации UFC.

## Биография
Кэлвин Каттар родился 26 марта 1988 года в городе Метьюэн, штат Массачусетс.
Во время учёбы в местной старшей школе Methuen High School занимался борьбой. Позже поступил в Middlesex Community College в Массачусетсе, где получил степень младшего специалиста.

### Начало профессиональной карьеры
Дебютировал в смешанных единоборствах на профессиональном уровне в июне 2007 года, выиграв у своего соперника техническим нокаутом в первом раунде. Дрался в небольших американских промоушенах, преимущественно на территориях штатов Массачусетс и Нью-Гэмпшир. Из большинства поединков выходил победителем, в том числе выиграл нокаутом у достаточно известного соотечественника Кевина Родди. Изначально выступал в лёгкой весовой категории, но в 2011 году спустился в полулёгкий вес.

### Ultimate Fighting Championship
Имея в послужном списке 16 побед и только 2 поражения, Каттар привлёк к себе внимание крупнейшей бойцовской организации мира Ultimate Fighting Championship и в июле 2017 года подписал с ней долгосрочный контракт. Дебютировал в октагоне UFC в том же месяце, заменив на коротком уведомлении травмировавшегося корейца Чхве Ту Хо в поединке с Андре Фили — противостояние между ними продлилось все отведённые три раунда, в итоге судьи единогласно отдали победу Каттару.
В январе 2018 года вышел в клетку против непобеждённого Шейна Бургоса и выиграл у него техническим нокаутом в третьем раунде, заработав при этом бонус за лучший бой вечера.
В апреле 2018 года единогласным решением уступил бразильцу Ренату Карнейру, потерпев тем самым первое поражение в UFC — таким образом прервалась его впечатляющая серия из десяти побед подряд.
В октябре 2018 года техническим нокаутом в первом раунде победил новичка организации из Англии Криса Фишголда. Вскоре после этого боя продлил свой подошедший к концу контракт с UFC.
В июне 2019 года техническим нокаутом в первом раунде выиграл у соотечественника Рикардо Ламаса, бывшего претендента на титул чемпиона, что позволило ему подняться до 11 строки рейтинга полулегковесов UFC.
На октябрь 2019 года планировался бой против россиянина Забита Магомедшарипова, однако в сентябре Магомедшарипов снялся с турнира из-за травмы, и их противостояние перенесли на ноябрь. Бойцы практически на протяжении всего боя обменивались ударами в стойке, судьи с одинаковым счётом 29-28 отдали победу Магомедшарипову. Оба бойца получили бонус за лучший бой вечера.

## Статистика в профессиональном ММА
| Боёв 33  | Побед 23 | Поражений 10 |
| -------- | -------- | ------------ |
| Нокаутом | 10       | 1            |
| Сдачей   | 3        | 1            |
| Решением | 10       | 8            |

| Результат  | Рекорд | Соперник             | Способ                 | Турнир                                 | Дата             | Раунд | Время | Место                  | Примечание                                               |
| ---------- | ------ | -------------------- | ---------------------- | -------------------------------------- | ---------------- | ----- | ----- | ---------------------- | -------------------------------------------------------- |
| Поражение  | 23-10  | Стив Гарсиа          | Единогласное решение   | UFC Fight Night: Льюис vs. Тейшейра    | 12 июля 2025     | 3     | 5:00  | Нэшвилл, Теннесси, США |                                                          |
| Поражение  | 23-9   | Юсеф Залал           | Единогласное решение   | UFC Fight Night: Каннонир vs. Родригес | 15 февраля 2025  | 3     | 5:00  | Лас-Вегас, Невада, США |                                                          |
| Поражение  | 23-8   | Алджамейн Стерлинг   | Единогласное решение   | UFC 300                                | 13 апреля 2024   | 3     | 5:00  | Лас-Вегас, Невада, США |                                                          |
| Поражение  | 23-7   | Арнольд Аллен        | TKO (удар ногой)       | UFC Fight Night: Каттар vs. Аллен      | 29 октября 2022  | 2     | 0:08  | Лас-Вегас, Невада, США | Каттар травмировал ногу в конце первого раунда.          |
| Поражение  | 23-6   | Джож Эмметт          | Раздельное решение     | UFC on ESPN: Kattar vs. Emmett         | 18 июня 2022     | 5     | 5:00  | Остин, США             | "Лучший бой вечера".                                     |
| Победа     | 23-5   | Гига Чикадзе         | Единогласное решение   | UFC Fight Night: Каттар vs. Чикадзе    | 15 января 2022   | 5     | 5:00  | Лас-Вегас, Невада      | "Лучший бой вечера".                                     |
| Поражение  | 22-5   | Макс Холлоуэй        | Единогласное решение   | UFC Fight Night: Холлоуэй vs. Каттар   | 16 января 2021   | 5     | 5:00  | Абу-Даби, ОАЭ          |                                                          |
| Победа     | 22-4   | Дэн Иге              | Единогласное решение   | UFC Fight Night: Каттар vs. Иге        | 15 июля 2020     | 5     | 5:00  | Абу-Даби, ОАЭ          |                                                          |
| Победа     | 21-4   | Джереми Стивенс      | TKO (удары руками)     | UFC 249                                | 9 мая 2020       | 2     | 2:42  | Джэксонвилл, США       | Бой в промежуточном весе 68,3 кг; Стивенс не сделал вес. |
| Поражение  | 20-4   | Забит Магомедшарипов | Единогласное решение   | UFC Fight Night: Zabit vs. Kattar      | 9 ноября 2019    | 5     | 5:00  | Москва, Россия         | Бой вечера.                                              |
| Победа     | 20-3   | Рикардо Ламас        | TKO (удары руками)     | UFC 238                                | 8 июня 2019      | 1     | 4:06  | Чикаго, США            |                                                          |
| Победа     | 19-3   | Крис Фишголд         | TKO (удары руками)     | UFC Fight Night: Volkan vs. Smith      | 27 октября 2018  | 1     | 4:11  | Монктон, Канада        |                                                          |
| Поражение  | 18-3   | Ренату Карнейру      | Единогласное решение   | UFC 223                                | 7 апреля 2018    | 3     | 5:00  | Бруклин, США           |                                                          |
| Победа     | 18-2   | Шейн Бургос          | TKO (удары руками)     | UFC 220                                | 20 января 2018   | 3     | 0:32  | Бостон, США            | Бой вечера.                                              |
| Победа     | 17-2   | Андре Фили           | Единогласное решение   | UFC 214                                | 29 июля 2017     | 3     | 5:00  | Анахайм, США           |                                                          |
| Победа     | 16-2   | Крис Фостер          | Единогласное решение   | CES 38: Soriano vs. Makashvili         | 23 сентября 2016 | 3     | 5:00  | Машантакет, США        |                                                          |
| Победа     | 15-2   | Кенни Фостер         | Раздельное решение     | CES 34: Curtis vs. Burrell             | 1 апреля 2016    | 3     | 5:00  | Машантакет, США        |                                                          |
| Победа     | 14-2   | Габриел Байну        | Единогласное решение   | Combat Zone 44: Steel Cage Fighters    | 14 июня 2013     | 3     | 5:00  | Сейлем, США            |                                                          |
| Победа     | 13-2   | Саул Алмейда         | Единогласное решение   | CES 13: Real Pain                      | 6 октября 2012   | 3     | 5:00  | Провиденс, США         |                                                          |
| Победа     | 12-2   | Коди Стивенс         | Единогласное решение   | Combat Zone 39: Smack Down at the Rock | 21 октября 2011  | 3     | 5:00  | Сейлем, США            | Дебют в полулёгком весе.                                 |
| Победа     | 11-2   | Луис Родригес        | Единогласное решение   | Combat Zone 36: Smashing on the Rock   | 28 января 2011   | 3     | 5:00  | Сейлем, США            |                                                          |
| Победа     | 10-2   | Крис Коннор          | TKO (удары руками)     | Combat Zone 33: Massacre in the Meadow | 19 июня 2010     | 1     | 3:40  | Гилфорд, США           |                                                          |
| Победа     | 9-2    | Джефф Андерсон       | TKO (удары руками)     | Xtreme Championship Fight League 2     | 26 марта 2010    | 3     | 4:05  | Лоуэлл, США            |                                                          |
| Поражение  | 8-2    | Дон Карло-Клаусс     | Раздельное решение     | Xtreme Championship Fight League 1     | 6 февраля 2010   | 3     | 5:00  | Марлборо, США          |                                                          |
| Победа     | 8-1    | Эндрю Монтанес       | Единогласное решение   | American Steel Cagefighting 2          | 11 сентября 2009 | 5     | 5:00  | Сейлем, США            |                                                          |
| Победа     | 7-1    | Родригу Алмейда      | Сдача (гильотина)      | World Championship Fighting 7          | 27 июня 2009     | 1     | 2:16  | Уилмингтон, США        |                                                          |
| Победа     | 6-1    | Джонатан Бермудес    | TKO (удары руками)     | Combat Zone 27: The Rock 2             | 6 февраля 2009   | 1     | 0:29  | Сейлем, США            |                                                          |
| Победа     | 5-1    | Бобби Диас           | Сдача (треугольник)    | World Championship Fighting 5          | 14 ноября 2008   | 1     | 1:21  | Уилмингтон, США        |                                                          |
| Победа     | 4-1    | Кевин Родди          | KO (удары руками)      | Combat Zone 26: The Rock               | 26 сентября 2008 | 1     | 0:47  | Сейлем, США            |                                                          |
| Поражение  | 3-1    | Джеймс Джонс         | Сдача (удушение сзади) | EliteXC: Primetime                     | 31 мая 2008      | 1     | 4:49  | Ньюарк, США            |                                                          |
| Победа     | 3-0    | Боб Пупа             | Сдача (удары руками)   | Combat Zone 24: Renaissance            | 13 октября 2007  | 1     | 0:51  | Ревир, США             |                                                          |
| Победа     | 2-0    | Дональд Питерс       | TKO (удары руками)     | Combat Zone 23: Down and Out           | 25 августа 2007  | 1     | N/A   | Ревир, США             |                                                          |
| Победа     | 1-0    | Тони Армихо          | TKO (удары руками)     | Combat Zone 22: Cage Masters 3         | 23 июня 2007     | 1     | 2:02  | Дерри, США             |                                                          |
| Источники: |        |                      |                        |                                        |                  |       |       |                        |                                                          |